# Chiesa di San Lorenzo Martire (Cuveglio)
La chiesa di San Lorenzo Martire è la parrocchiale di Canonica, frazione del comune sparso di Cuveglio, in provincia di Varese e diocesi di Como; fa parte del vicariato di Canonica.

## Storia
La prima citazione della pieve di San Lorenzo, fondata presumibilmente tra il IX e il X secolo, reca la data del 27 giugno 1167; la giurisdizione questa pieve si estendeva da Cunardo fino al confine con la pieve di Leggiuno dell'arcidiocesi di Milano, andando quindi a comprendere anche Cugliate, Caravate, Cittiglio, Gemonio e Rancio. 
Nel 1565 il vescovo Gianantonio Volpi rilevò che collegio canonicale della pieve era composto dal preposito e da dieci canonici; nel 1592, il vescovo Feliciano Ninguarda, durante la sua visita pastorale, trovò che la pieve di San Lorenzo aveva al,e sue dipendenze le chiese di Azzio, Cuvio, Cavona, Cuveglio, Vergobbio, Arcumeggia, Duno, Zuigno con Casale e Orino.
Nel XVIII secolo la chiesa venne riedificata, conservando tuttavia il campanile romanico; nel 1788 dalla parrocchiale risultavano dipendere gli oratori di San Pietro e di San Rocco a Cuvio, di San Gottardo e di Santa Maria a Cuveglio, di San Rocco a Vergobbio, di San Giuliano a Duno, di San Martino sul monte e la chiesa di Sant'Eusebio di Azzio. Dieci anni dopo, con decreto del 6 luglio 1798, il capitolo della pieve fu sciolto e a servizio della cura d'anime rimasero solo il preposito e un coadiutore titolare.
Dalla relazione della visita pastorale del 1892 del vescovo Andrea Carlo Ferrari si apprende che la parrocchiale, la quale aveva come filiali le chiese di San Pietro in Cuvio, di San Rocco in Vergobbio, di San Giuliano Martire in Duno e gli oratori di San Rocco in Cuvio, della Beata Vergine Addolorata in località Comacchio, di Sant'Anna, di Sant'Antonio, di Santa Maria a Cuveglio e di San Martino sul monte omonimo in Duno, era sede delle confraternite del Santissimo Sacramento e del Santissimo Rosario.
La chiesa, già prepositurale, nel 1955, con bolla del 4 novembre, venne elevata ad arcipretale; in base al decreto del 10 aprile 1984 del vescovo Teresio Ferraroni, la parrocchiale confluì nel vicariato delle Valli Varesine, per poi tornare successivamente sede vicariale, come era stata fino agli anni ottanta.

## Descrizione

### Facciata
La facciata a salienti della chiesa, rivolta a occidente, è suddivisa da una cornice marcapiano in due registri, entrambi scanditi da lesene; quello inferiore, più largo e di ordine corinzio, presenta centralmente il portale d'ingresso, sormontato dal timpano triangolare spezzato e ai lati gli ingressi secondari, sovrastati da timpani curvilinei anch'essi spezzati, mentre quello superiore, in stile dorico, è caratterizzato da una finestra e coronato dal frontone di forma curvilinea.
Annesso alla parrocchiale è il campanile in pietra a base quadrata, la cui cella presenta su ogni lato una monofora a tutto sesto ed è coronata dalla merlatura in stile guelfo.

### Interno
L'interno dell'edificio è suddiviso in tre navate da pilastri sorreggenti degli archi a tutto sesto, sopra i quali corre la cornice modanata e aggettante su cui si impostano le volte di copertura; al termine dell'aula si sviluppa il presbiterio, rialzato di alcuni gradini, ospitante l'altare maggiore e chiuso dalla parete di fondo piatta.